# Viking Glory
Le Viking Glory est un cruise-ferry de la compagnie finlandaise Viking Line. Construit par les chantiers Xiamen Shipbuilding Industry en Chine de 2019 à 2021, il est le deuxième cruise-ferry de l'armateur finlandais à être en partie propulsé au gaz naturel liquéfié après le Viking Grace. Il navigue depuis mars 2022 sur les liaisons reliant la Finlande, les îles Åland et la Suède sur l'axe Turku - Mariehamn - Stockholm.

## Histoire

### Origines et construction
En 2013, Viking Line inaugure son premier cruise-ferry propulsé au gaz naturel liquéfié, le Viking Grace, sur les liaisons entre Turku, Mariehamn et Stockholm. L'armateur finlandais, qui se remet à peine d'une longue période marquée par des difficultés, est alors fin prêt à reconquérir son prestige d'antan. Dès la mise en service du Viking Grace, le projet de construction d'un navire similaire destiné à remplacer le vieil Amorella est alors immédiatement envisagé. C'est ainsi qu'en novembre 2016, Viking Line signe une lettre d'intention avec les chantiers chinois Xiamen Shipbuilding Industry. Le choix d'un constructeur étranger est alors motivé par un coût drastiquement inférieur à celui du Viking Grace, construit en Finlande par l'entreprise STX. La conception du futur navire sera d'ailleurs largement inspirée de celle de son aîné avec une apparence et une architecture générale très similaires ainsi que la volonté d'opter pour une propulsion au GNL. La nouvelle unité sera toutefois légèrement plus imposante avec une longueur de 222 mètres et un tonnage annoncé de 60 000 tonneaux. Sa capacité passagère sera en revanche identique avec 2 800 personnes et sa capacité de roulage plus importante. Par rapport au Viking Grace, d'autres différences apparaîtront telles que le choix d'une propulsion au moyen d'azipods au lieu des hélices traditionnelles, ou encore le déplacement des cuves de GNL permettant l'aménagement de cabines destinées à l'équipage au niveau de la partie arrière. S'il avait un temps été envisagé d'équiper le navire de deux rotors destinés à créer de l'énergie électrique au moyen de l'effet Magnus dans l'optique de baisser sa consommation de carburant, l'idée ne sera cependant pas retenue.
Une fois les caractéristiques principales du navire définies, Viking Line passe commande de son nouveau cruise-ferry le 3 juillet 2017. Celui-ci fait alors partie d'un projet commun entre la Finlande et la Suède financé par l'Union européenne dans le cadre de l'amélioration de la desserte des lignes finno-suédoises en privilégiant notamment l'emploi de navires alimentés au GNL. Afin de baptiser le navire, un concours sera organisé par Viking Line qui mettra en concurrence dix noms sélectionnés parmi 22 500 propositions. Désigné le 27 mai 2019 après le vote de 30 000 personnes, le nom du nouveau cruise-ferry sera Viking Glory.
La construction du navire débute à Xiamen le 6 juin 2019. Prévue pour la fin de l'année 2020, sa livraison va cependant être repoussée en raison de la pandémie de Covid-19 qui perturbera les travaux. Le Viking Glory est malgré tout mis à l'eau le 26 janvier 2021 et réalisera ses premiers essais en mer au mois de juin. Une fois les travaux de finition achevés, le navire réalise une deuxième série d'essais en octobre avant d'être livré à Viking Line le 23 décembre 2021. Au cours de la construction et en raison des reports successifs de date de livraison, le coût du navire est passé de 194 à 225 millions d'euros. Viking Line estimera cependant que rien ne justifiait une augmentation aussi importante et prendra la décision d'intenter des poursuites judiciaires contre le constructeur Xiamen Shipbuilding Industry.

### Service
Le 28 décembre 2021, le Viking Glory quitte Xiamen et entame son périple pour rejoindre la mer Baltique. Au cours du voyage, le navire avitaille à Singapour et au Sri Lanka et franchit le canal de Suez le 20 janvier 2022. Après une escale à Chypre, le cruise-ferry longe le Maghreb et rejoint Gibraltar puis remonte le long de la côte Atlantique, traverse la Manche et la mer du Nord, effectue une escale au Danemark et enfin, parvient en mer Baltique. Au cours de ce voyage, le navire aura été confronté à quelques ennuis tels que la prise de ses hélices dans des filets de pêche au large du Sri Lanka, des problèmes administratifs à l'entrée du canal de Suez ainsi qu'une tempête le forçant à rester à Gibraltar plus de temps que prévu,. Le Viking Glory arrive finalement à Turku le 6 février après plus d'un mois de navigation depuis la Chine.
Entre le 24 et le 26 février, le navire effectue des tests d'accostage aux postes à quai de Mariehamn, Långnäs ainsi que de Stockholm. Le 1er mars dans la soirée, le Viking Glory appareille de Turku pour sa première traversée commerciale à destination de Mariehamn et Stockholm.
Le 3 août dans la matinée, une demi-heure après le départ de Turku, le navire est victime d'un black-out alors qu'il se trouve encore dans l'archipel finlandais. Le courant est cependant rétabli au bout de quelques minutes sans incident particuliers.

## Aménagements
Le Viking Glory possède 13 ponts. Les locaux passagers se situent sur la totalité des ponts 9 à 12 ainsi que la majeure partie des ponts 5 à 8 tandis que ceux de l'équipage occupent principalement l'arrière des ponts 6 à 8 et le centre des ponts 6 et 7. Les ponts 3 et 4 sont pour leur part consacrés aux garages ainsi que la partie arrière du pont 5 au centre.

### Locaux communs
À l'instar de la plupart des navires de la flotte, le Viking Glory est équipé d'installations variées d'une qualité comparable à un navire de croisière. Situées en grande majorité sur les ponts 11, 10 et 9, elles comptent notamment un restaurant à la carte, un restaurant buffet, une cafétéria, plusieurs bars et des espaces commerciaux très développés.
Les installations du cruise-ferry sont organisées de la manière suivantes :
- Torget Bar : bar-spectacle sur deux étages situé sur les ponts 9 et 10 au milieu du navire ;
- Viking Terrace : vaste véranda située sur le pont 10 au milieu du navire du côté tribord ;
- Vista Room : bar situé sur le pont 10 arrière ;
- Vista Deck : bar extérieur situé sur la plage arrière sur le pont 10 ;
- Algoth's : pub situé sur le pont 10 arrière du côté bâbord ;
- The Buffet : restaurant buffet situé au pont 10 à l'avant du navire ;
- Kobba : restaurant à la carte situé à l'avant du pont 11 ;
- Mimmi's : restaurant adjacent au buffet situé sur le pont 10 à l'avant ;
- Torget Café : cafétéria située sur le pont 9 au milieu ;

En plus de ces installations, le Viking Glory dispose d'une vaste galerie marchande à l'arrière du pont 9. À l'avant de ce même pont se trouve un espace destiné aux conférences composé d'un auditorium et des salles individuelles. Un centre de bien-être est situé sur le pont 11 à l'avant du navire.

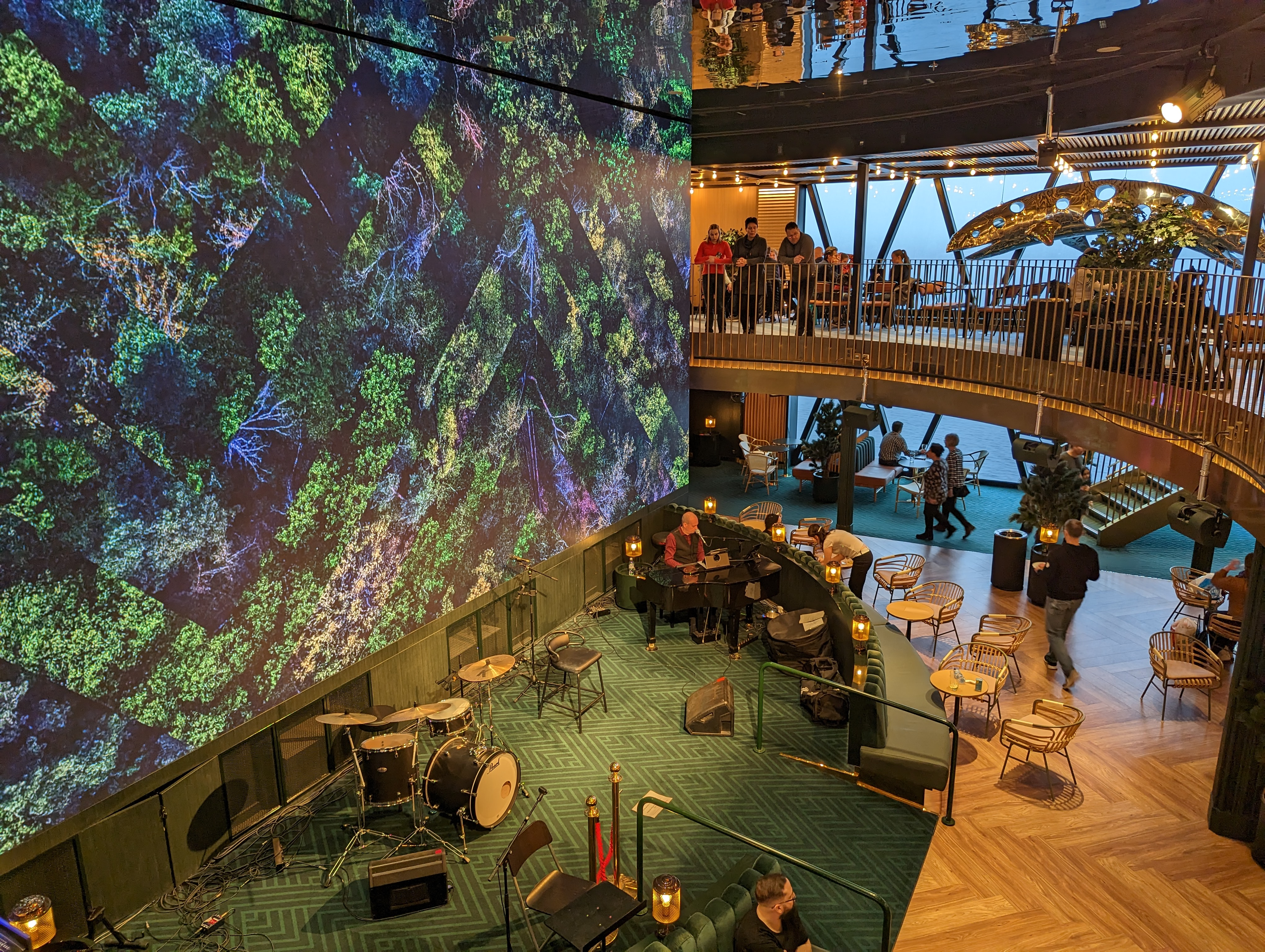
Bar-spectacle Torget Bar
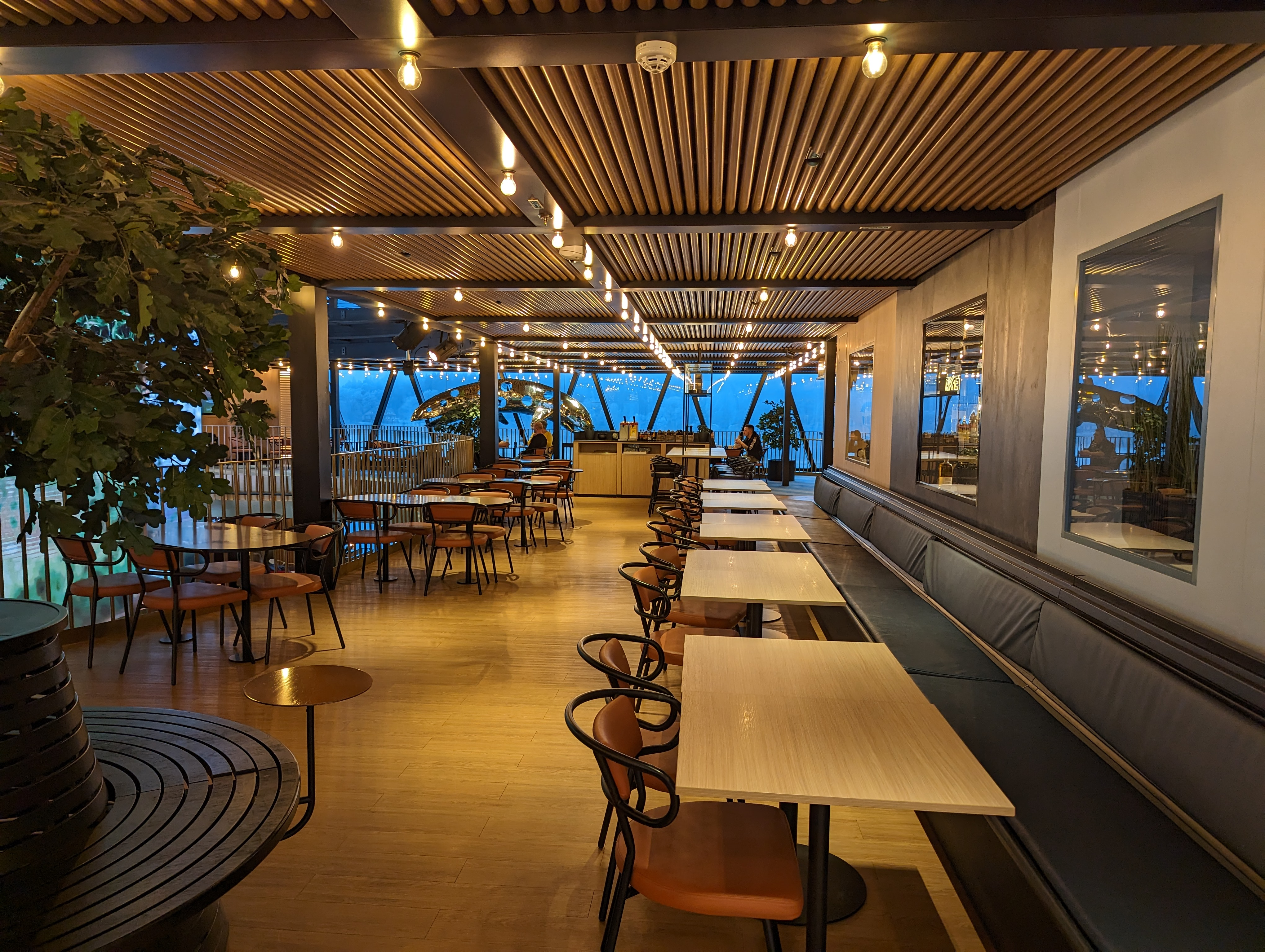
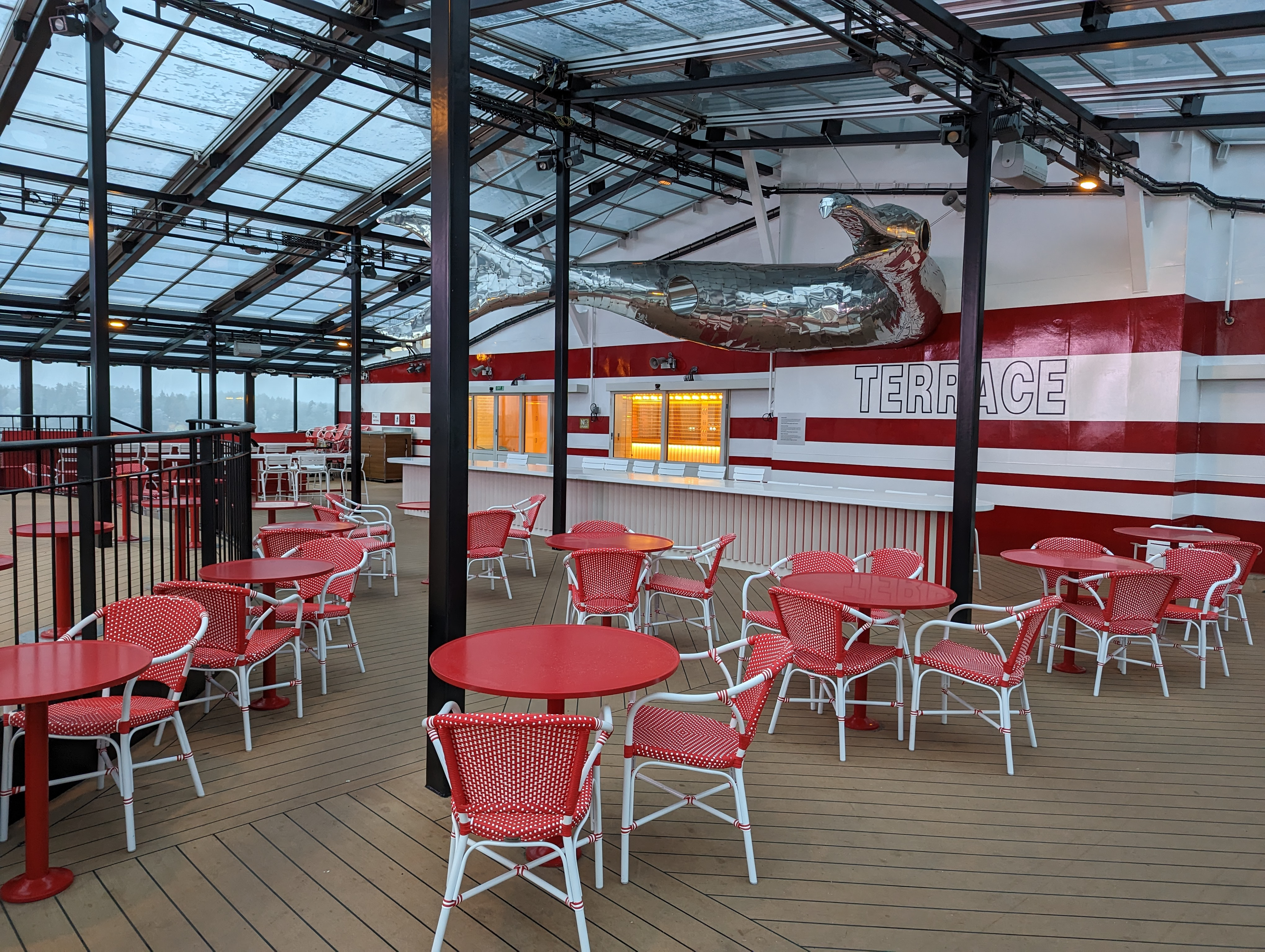
Bar Viking Terrace sur le pont 10
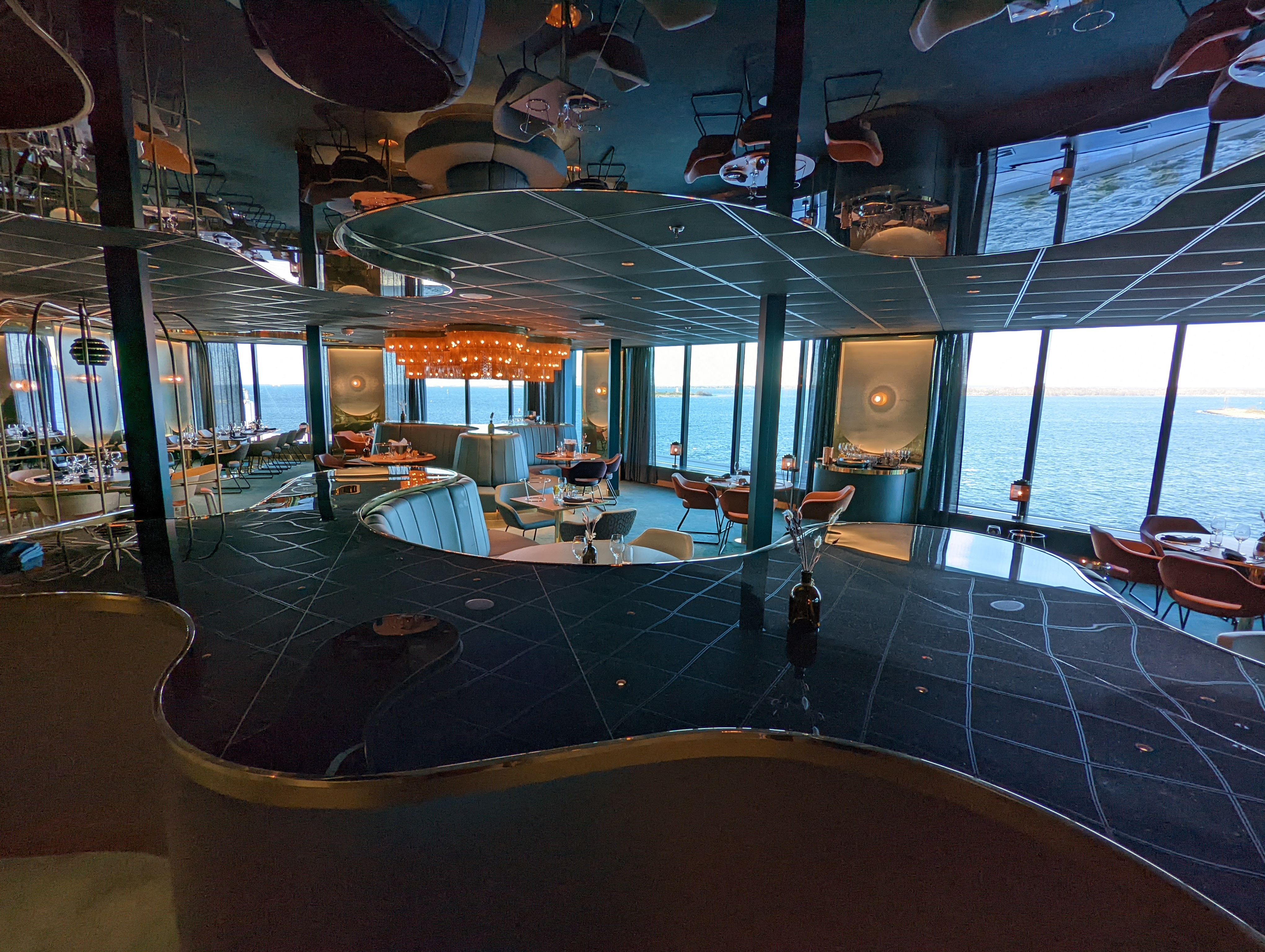
Restaurant à la carte Kobba
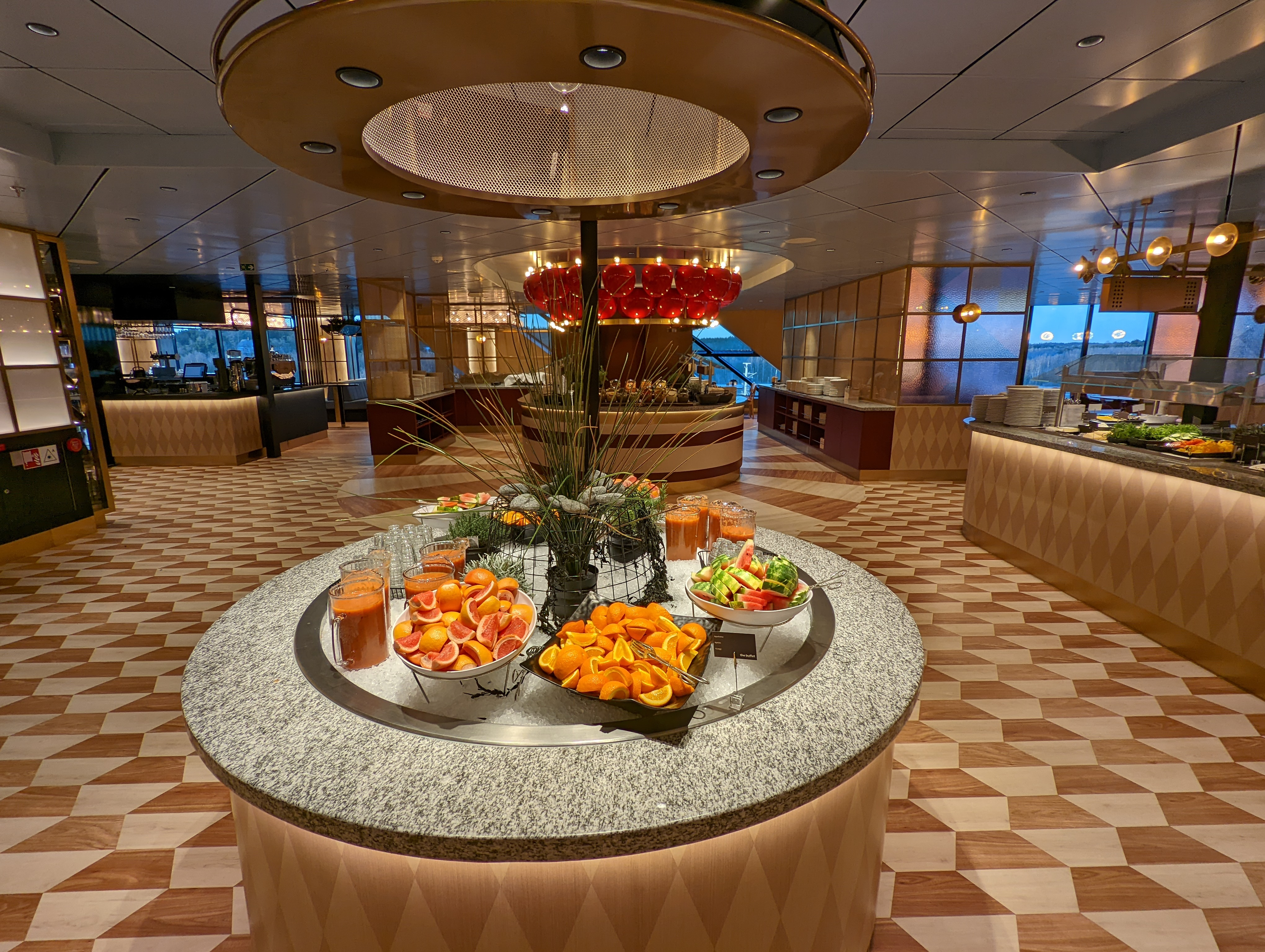
Restaurant The Buffet
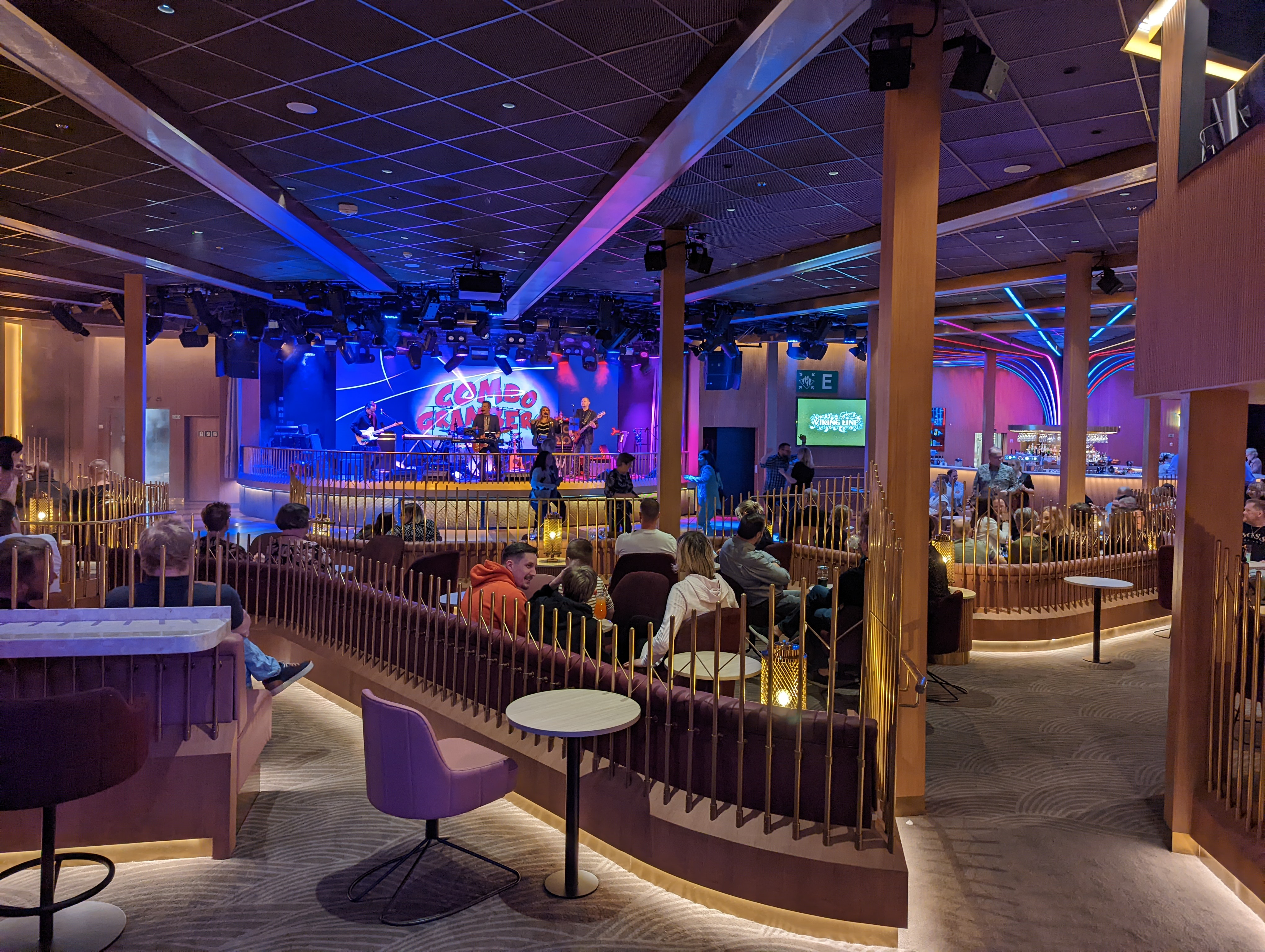
Bar Vista Room
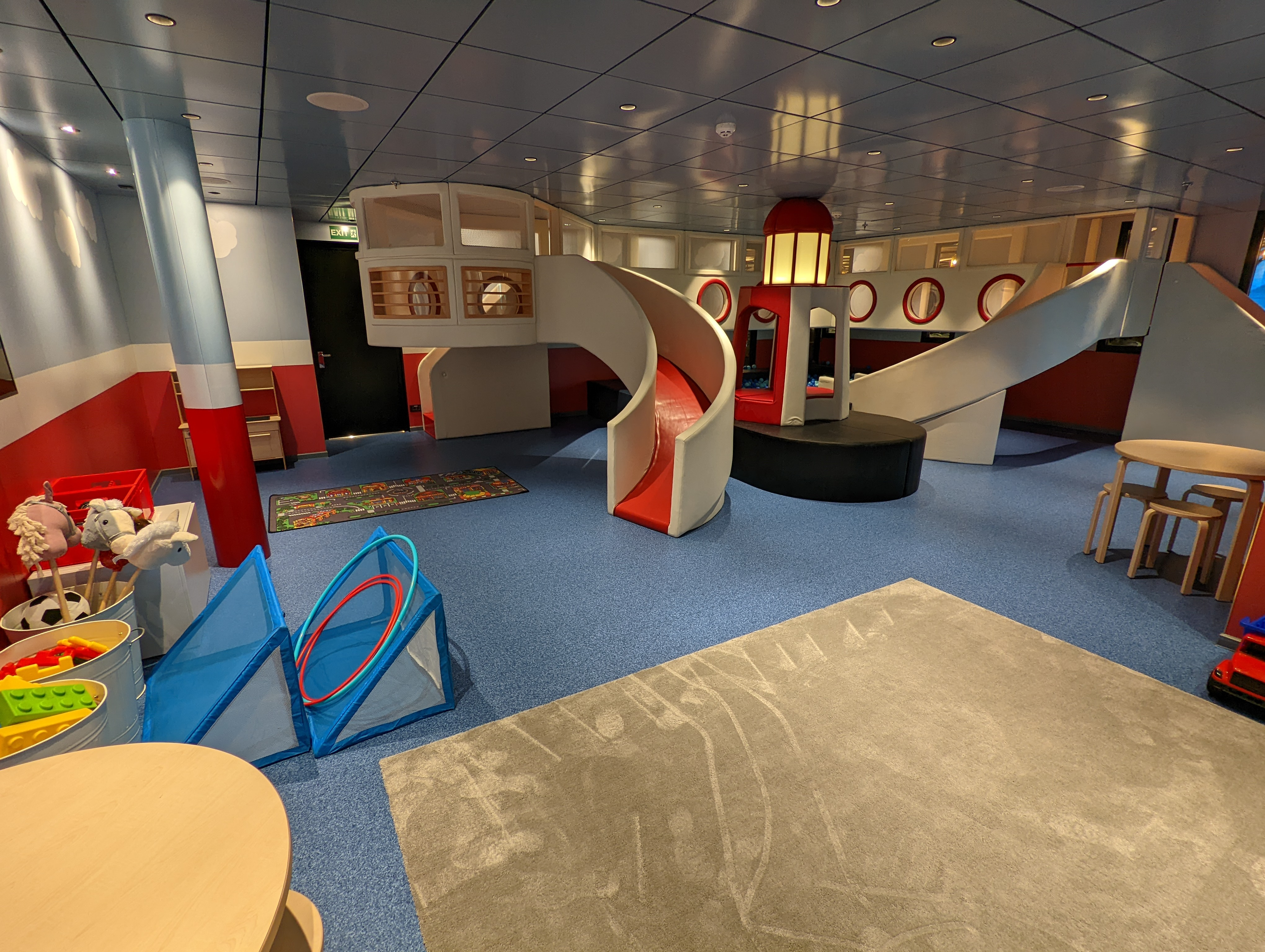
Salle de jeux pour enfants

### Cabines
Le Viking Glory possède 922 cabines situées majoritairement sur le pont 8 ainsi que sur une partie des ponts 7, 6 et 5 . Les cabines standards, internes ou externes, sont équipées de deux à quatre couchettes ainsi que de la télévision et de sanitaires comprenant douche, WC et lavabo. Certaines d'entre elles disposent d'un grand lit à deux places. Le navire propose également des suites. Des cabines accessibles aux personnes à mobilité réduite ou aux animaux sont également présentes.

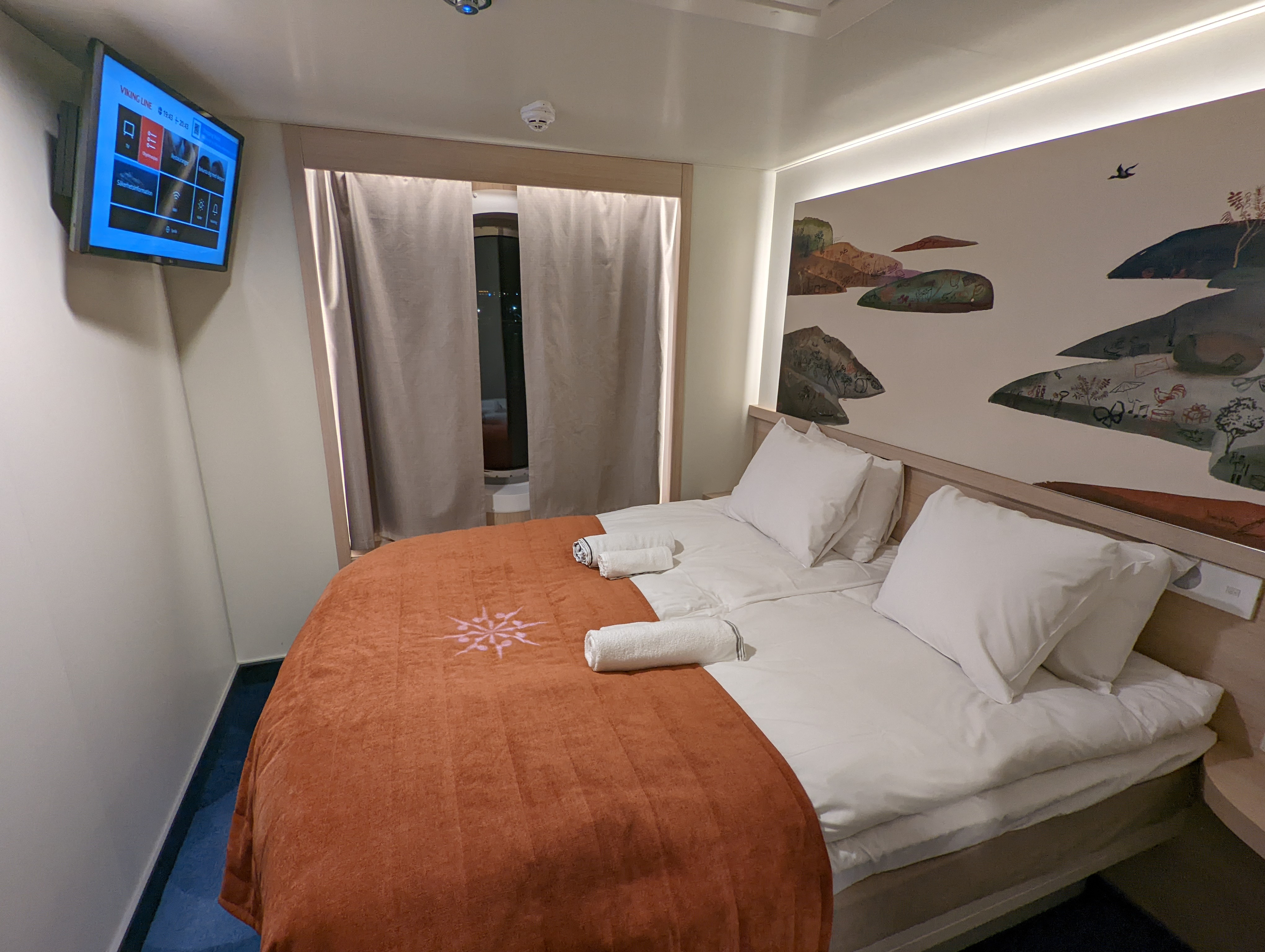
Cabine extérieure équipée d'un lit double
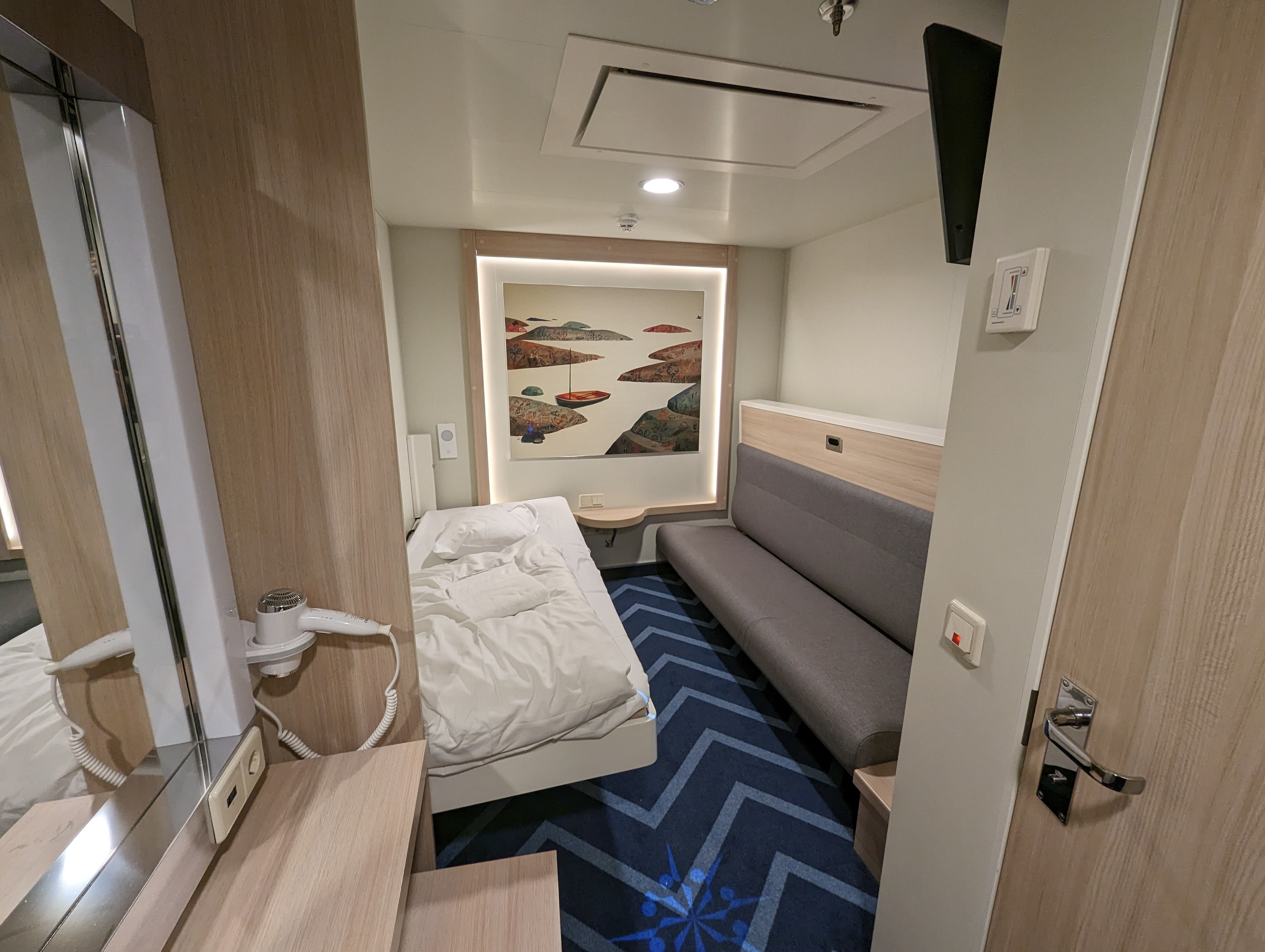
Cabine intérieure standard équipée de deux couchettes
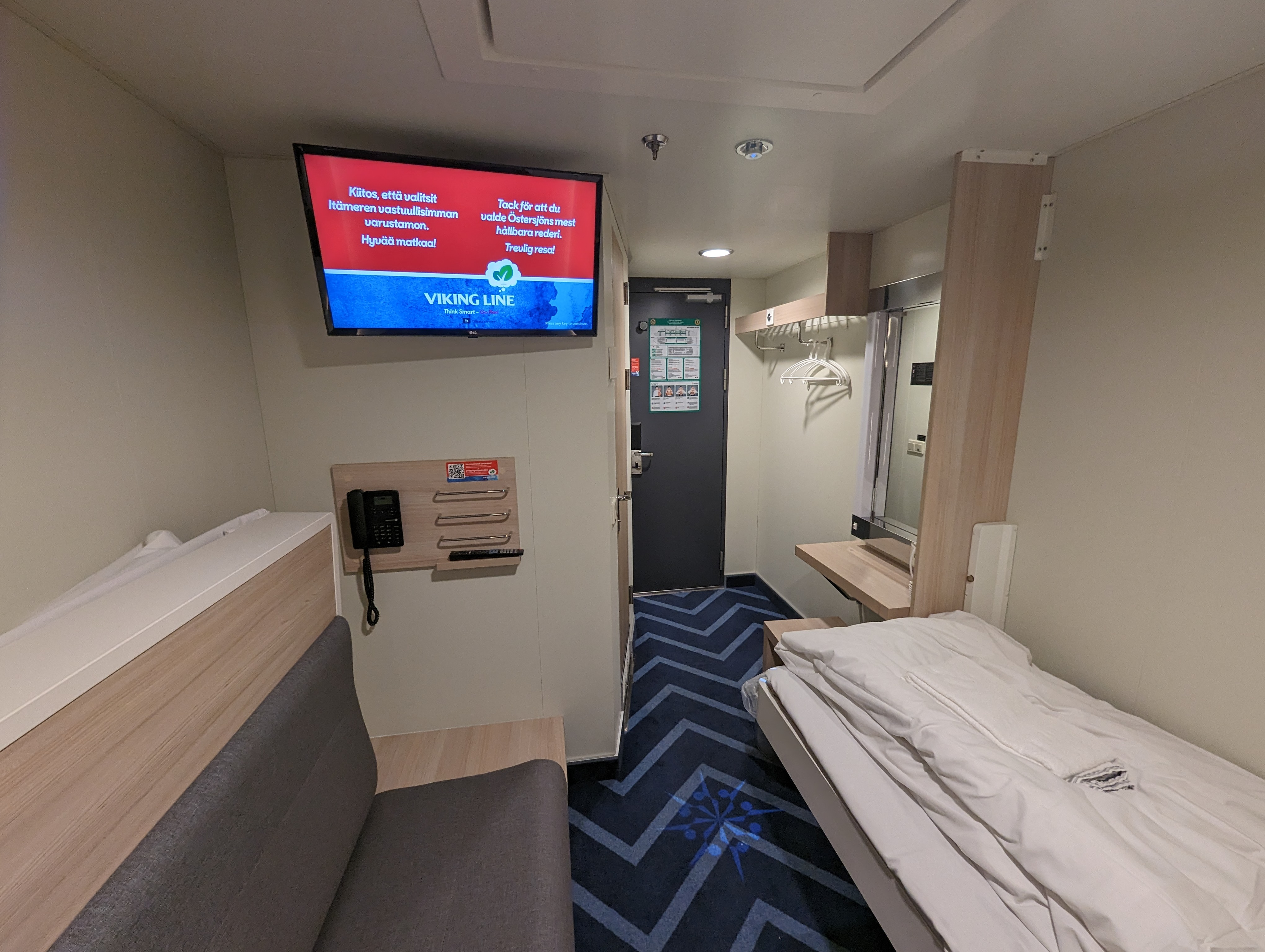
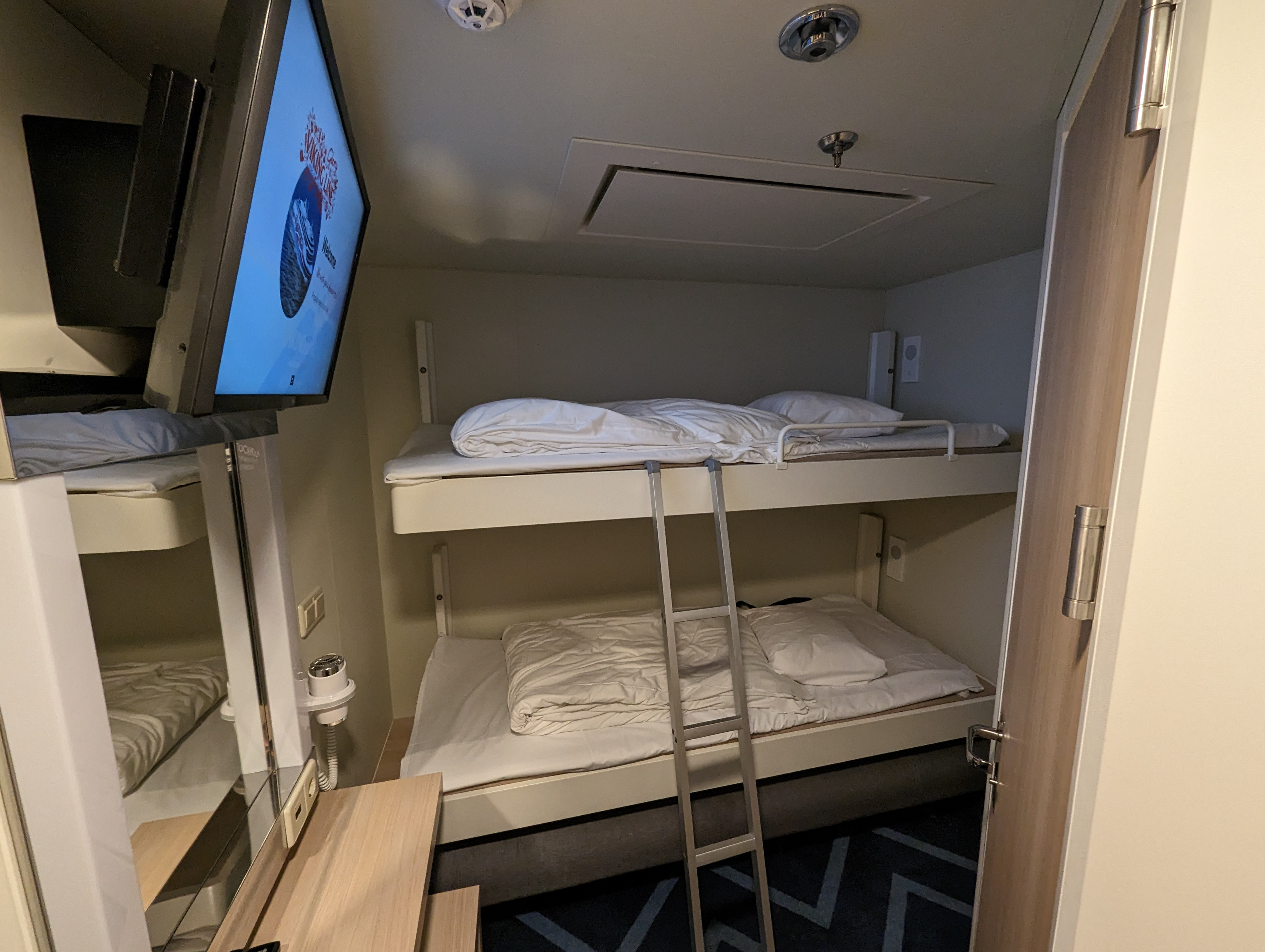
Cabine intérieure équipée de couchettes superposées
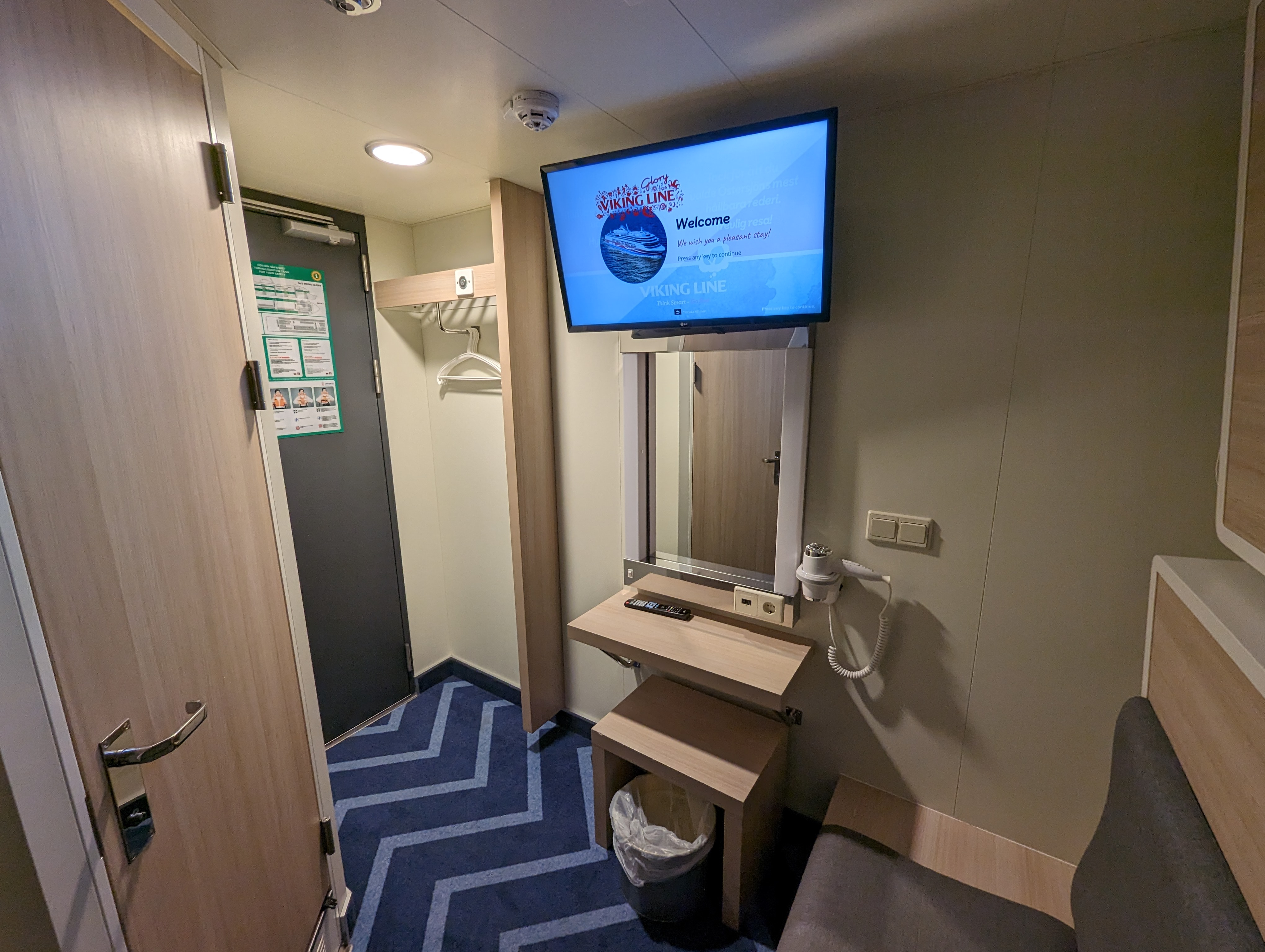
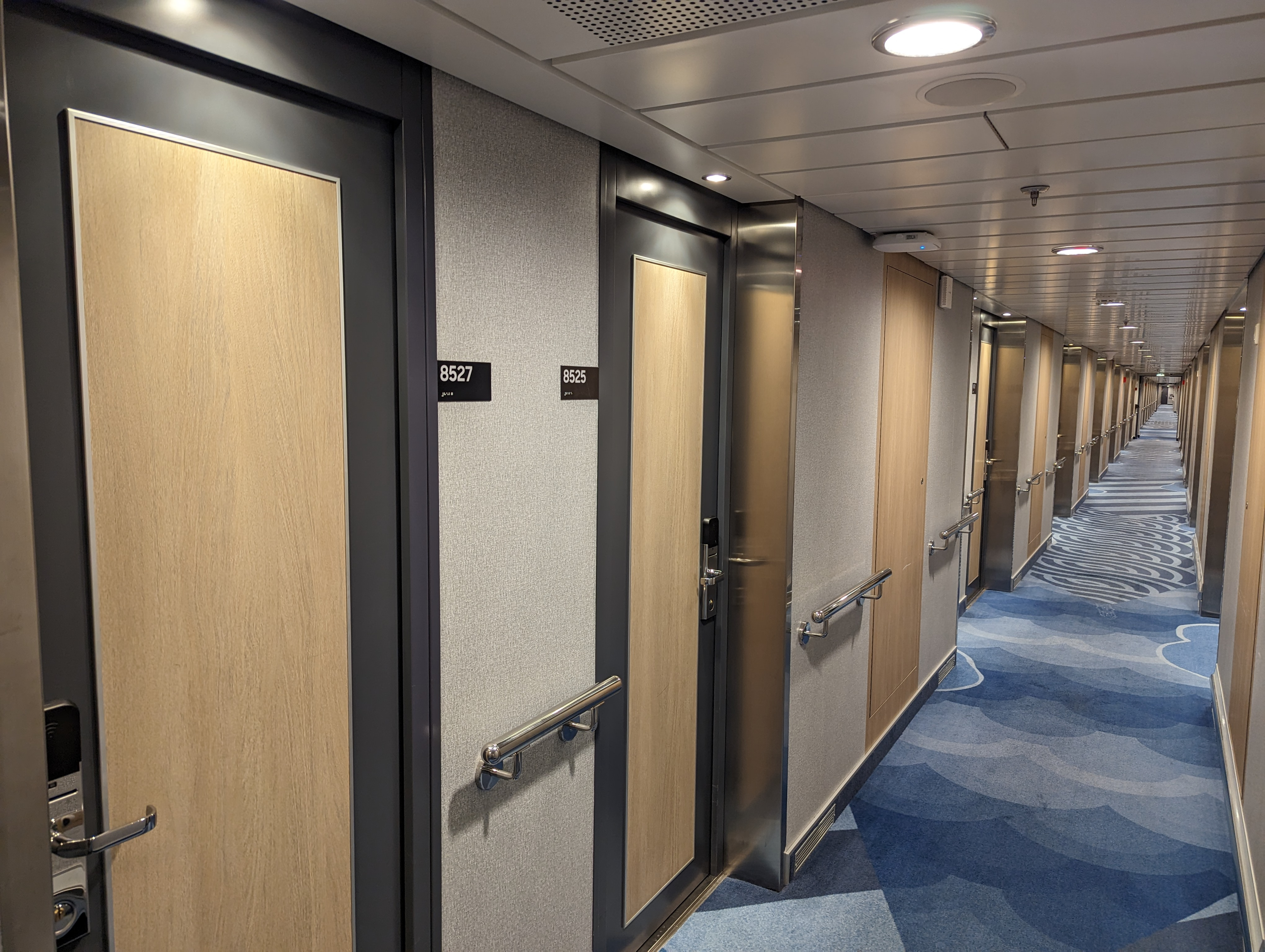
Coursives des cabines du pont 8

## Caractéristiques
Le Viking Glory mesure 222,59 mètres de long pour 35,61 mètres de large et son tonnage est de 65 211 UMS. Le navire a une capacité de 2 800 passagers et son garage peut accueillir 640 véhicules répartis sur deux niveaux et demi. Le garage est accessible par une porte-rampe située à l'arrière et une porte-rampe avant. La propulsion est assurée par six moteurs hybrides Wärtsilä W10V31DF propulsés au diesel ainsi qu'au gaz naturel liquéfié, développant une puissance de 33 000 kW convertie en énergie électrique aimantant deux azipods faisant filer le bâtiment à une vitesse de 22,1 nœuds. Le Viking Glory possède six embarcations de sauvetage fermées de grande taille, trois sont situées de chaque côté vers le milieu du navire. Elles sont complétées par deux canots semi-rigides. En plus de ces principaux dispositifs, le navire dispose de plusieurs radeaux de sauvetage à coffre s'ouvrant automatiquement au contact de l'eau. Le navire est doté de trois propulseurs d'étrave et d'un propulseur arrière facilitant les manœuvres d'accostage et d'appareillage ainsi que de stabilisateurs anti-roulis. Il est également équipé d'une coque brise-glace classée 1 A Super.

## Lignes desservies
Depuis sa mise en service, le Viking Glory est affecté à la liaison Turku - Mariehamn - Stockholm qu'il effectue en traversée de nuit ainsi qu'en traversée de jour.